# Sävjaån
Sävjaån är Fyrisåns största biflöde och mynnar i Fyrisån i Övre föret strax söder om centrala Uppsala, längd inklusive källflöden 48 km, avrinningsområde 730 km². Sävjaån har tillsammans med Funbosjön utsetts till ett Natura 2000-område. Den hyser bland annat utter och fiskarna asp, nissöga och stensimpa. Aspen är upptagen på habitatdirektivet och svenska rödlistan. Ån är unik bland Upplands vattendrag genom att den saknar vandringshinder för fisk. En del av ån kallas även Funboån.